# Siège de Port-au-Prince (1793)
Pour les articles homonymes, voir Siège de Port-au-Prince.
Révolution haïtienne
Batailles
Insurrections (1791-1793)
- Bois-Caïman
- Croix-des-Bouquets
- Morne Pelé
- 1re La Tannerie
- Port-au-Prince
- Le Cap-français

Interventions espagnoles et britanniques (1793-1798)
- 2e La Tannerie
- Marmelade
- Saint-Michel-de-l'Attalaye
- Ennery
- 3e La Tannerie
- Fort-Dauphin
- 1re Tiburon
- L'Acul
- La Bombarde
- 2e Tiburon
- Les Gonaïves
- Port-Républicain
- 1re Dondon
- Massacre de Fort-Dauphin
- Saint-Marc
- Léogane
- Saint-Raphaël
- Trutier
- 3e Tiburon
- 1re Verrettes
- Grande-Rivière
- Mirebalais
- Las Cahobas
- 2e Verrettes
- Petite-Rivière
- 2e Dondon
- 1re Les Irois
- Jean-Rabel
- 2e Les Irois

Guerre des couteaux (1799-1800)
- Jacmel

Expédition de Saint-Domingue (1802-1803)
- La Ravine-à-Couleuvres
- Kellola
- Plaisance
- La Crête à Pierrot
- Noyades du Cap-Français
- Port-au-Prince
- Vertières
- Massacres de 1804 en Haïti

Le siège de Port-au-Prince se déroula pendant la révolution haïtienne.

## Rébellion des colons
Le 25 janvier 1793, les colons, menés par Borel, se révoltent contre les commissaires Sonthonax et Polverel. Les colons « grands blancs » royalistes et riches propriétaires d'esclaves et les « petites blancs », colons républicains de condition modeste ou pauvres, auparavant ennemis, s'unissent dans leur opposition commune aux mulâtres et aux gens de couleur libres. Les colons arment leurs esclaves, s'allient aux soldats du régiment d'Artois et se rendent maîtres de Port-au-Prince. Les insurgés envoient alors un courrier à Londres se déclarant prêts à passer sous la suzeraineté de la Grande-Bretagne en échange de la conservation de leurs lois. 

## Le siège
Les troupes fidèles aux commissaires commandées par les généraux Lassale, européen, et Beauvais, mulâtre, mettent alors le siège devant Port-au-Prince. De leur côté, les représentants Sonthonax et Polverel établissent leur base au port de Saint-Marc, ils prennent la tête de la marine et attaquent du côté de la mer. Le 12 avril, les forces des commissaires lancent une attaque général par mer et par terre. Le navire des commissaires est gravement endommagé par les canons des rebelles et un incendie se déclare, qui parvient cependant à être éteint.
Intensément bombardée par 4 000 à 5 000 boulets, Port-au-Prince capitule le 14 avril 1793. Borel, le chef des insurgés, s'enfuit pour la Jamaïque, ses esclaves sont désarmés et retournent à leurs plantations,.